# Sabyinyo
Le Sabyinyo (dont le nom provient du kinyarwanda iryinyo qui signifie « dent ») est un volcan éteint d'Afrique de l'Est qui se situe dans les montagnes des Virunga. Il est d'ailleurs le plus vieux volcan de ce massif. Son sommet, qui culmine à 3 645 mètres d'altitude, marque la frontière entre la république démocratique du Congo, le Rwanda et l'Ouganda.
Trois aires protégées s'étendent à proximité de la montagne : le parc national des Virunga, le parc national des Volcans et le parc national des gorilles de Mgahinga. C'est sur les flancs du Sabyinyo que le capitaine allemand Friedrich Robert von Beringe devint le premier Occidental à observer des gorilles des montagnes en 1902.
Les versants du Sabyinyo sont riches en plantes endémiques et représentent un des derniers habitats du gorille des montagnes. Aussi la constitution de sa lave est-elle unique car elle est composée de latite.
Les autochtones surnomment le volcan « Dents du Vieil Homme » en raison de la forme crantée de son sommet semblable à des dents usées. Cette forme contraste d'ailleurs avec les sommets parfaitement coniques des montagnes adjacentes.